# Heliconius galanthus
Heliconius galanthus är en fjärilsart som beskrevs av Bates 1864. Heliconius galanthus ingår i släktet Heliconius och familjen praktfjärilar. Inga underarter finns listade i Catalogue of Life.